# Battaglia di Manado
La battaglia di Manado si svolse tra l'11 e il 13 gennaio 1942 presso la città di Manado (o Menado) nella parte nord-orientale dell'isola di Celebes, all'epoca parte delle Indie orientali olandesi, durante i più vasti eventi della campagna delle Indie orientali olandesi della seconda guerra mondiale.
Le forze della Marina imperiale giapponese lanciarono l'11 gennaio un attacco contro la città di Manado e gli aeroporti nelle vicinanze, una posizione strategica sulla via per la conquista dell'isola di Giava: mentre unità di fanteria di marina prendevano terra in due località della costa, una forza di paracadutisti si lanciava direttamente sull'aeroporto di Langoan, il primo assalto aviotrasportato lanciato dal Giappone nella sua storia. La guarnigione olandese, principalmente costituita da truppe reclutate sul posto, si batté duramente ma alla fine dovete cedere: entro il 13 gennaio Manado e i suoi aeroporti erano stati occupati, anche se piccoli distaccamenti olandesi continuarono a resistere con una certa guerriglia ancora per alcune settimane.

## Antefatti

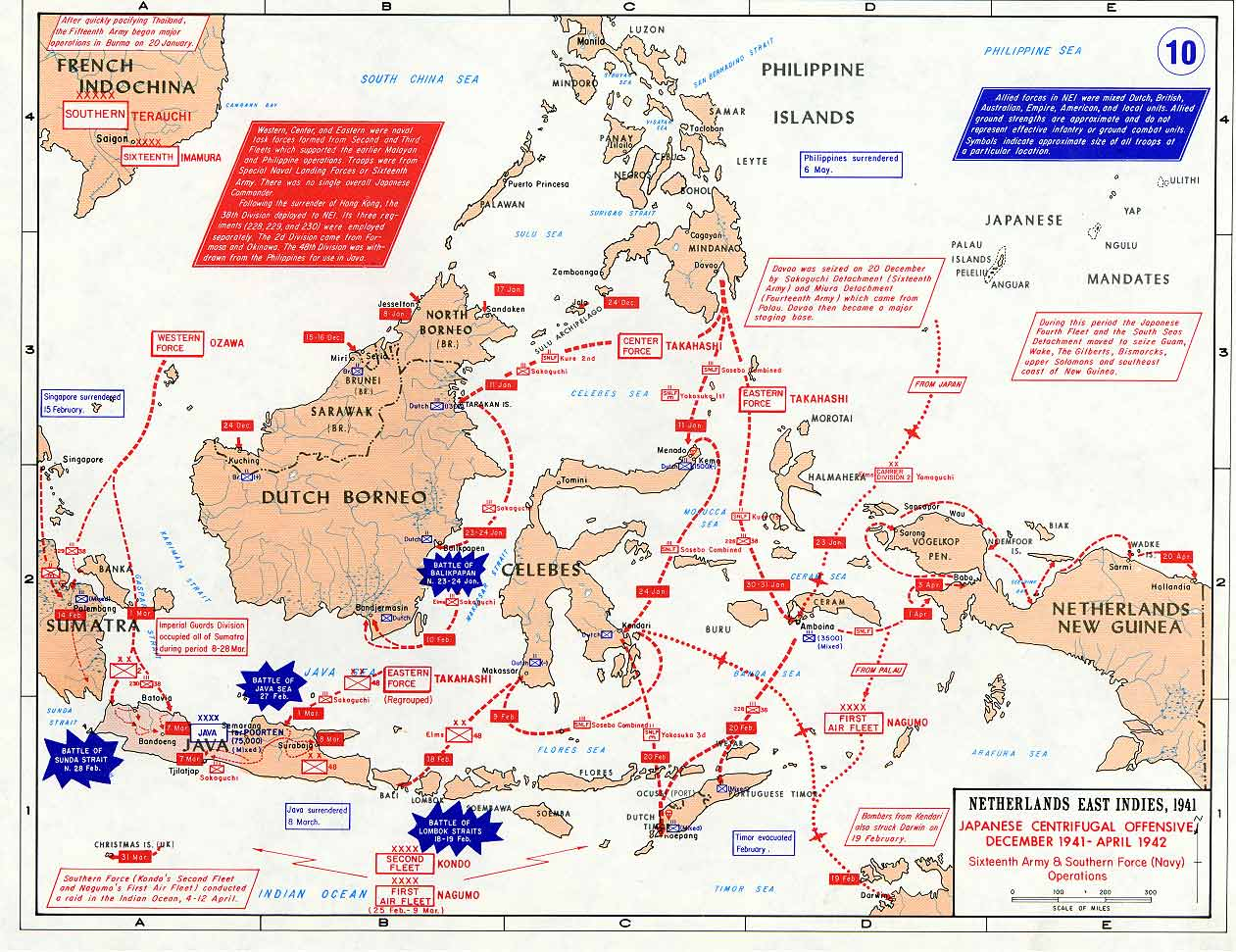
Le operazioni giapponesi nella zona delle Indie Orientali Olandesi

Allo scoppio nel dicembre 1941 delle ostilità nell'area del Sud-est asiatico, le forze giapponesi concentrarono i loro assalti iniziali contro i possedimenti britannici della Malaysia e del Borneo del Nord, nonché contro le Filippine controllate dagli Stati Uniti d'America; la sorpresa e una notevole superiorità in uomini ed equipaggiamenti consentì ai nipponici di guadagnare rapidamente terreno, e all'inizio del gennaio 1942 l'alto comando giapponese poteva già dedicarsi alla seconda fase di operazioni offensive, che aveva come obiettivo la lunga catena di isole delle Indie Orientali Olandesi, ricche di materie prime di vitale importanza per il Giappone.
Un obiettivo importante per i giapponesi erano i campi petroliferi del Borneo olandese, un premio ambito e ora facilmente raggiungibile dalle nuove basi installate sulle isole di Mindanao e Jolo nelle Filippine meridionali; per proteggere il fianco orientale della manovra contro il Borneo si decise di occupare in simultanea la grande isola di Celebes che gli sorgeva a fianco, una mossa che avrebbe anche costituito il preludio di una più ampia azione a tenaglia contro l'isola di Giava, cuore dei possedimenti olandesi. Più che a conquistare tutto il territorio, la strategia giapponese si concentrava sull'occupare alcune località scelte, tra cui basi navali e soprattutto aeroporti, per costituire dei solidi punti d'appoggio da cui sferrare la mossa successiva nella manovra di accerchiamento di Giava; come primo punto d'appoggio da occupare su Celebes fu selezionata la cittadina di Manado, posta sulla punta nord-orientale dell'isola: il centro disponeva di un buon porto e soprattutto di due campi d'aviazione.
L'occupazione della parte est delle Indie Olandesi era responsabilità della Flotta Orientale del viceammiraglio Ibō Takahashi, che per l'occupazione di Manado costituì una forza ad hoc composta da reparti della Kaigun Tokubetsu Rikusentai ("Forza navale speciale da sbarco" o KTR), la fanteria di marina della Marina imperiale giapponese. La KTR era organizzata in piccoli distaccamenti autonomi delle dimensioni di un battaglione, e tre di essi furono selezionati per l'operazione: la "Forza da sbarco combinata Sasebo" agli ordini del capitano di fregata Kunizo Mōri si componeva di 2 500 uomini tratti dalla 1ª e 2ª KRT di Sasebo con l'aggiunta di varie unità di supporto tra cui una compagnia di carri armati leggeri Type 95 Ha-Go, e sarebbe sbarcata a Manado da una flotta di otto navi da trasporto scortata dalla squadra del retroammiraglio Raizō Tanaka con l'incrociatore leggero Jintsu e i cacciatorpediniere Oshio, Asashio, Natsushio, Kuroshio, Oyashio, Hayashio, Yukikaze, Tokitsukaze, Hatsukaze e Amatsukaze; l'unità di Mori doveva sbarcare uno dei suoi battaglioni direttamente sui due lati dell'abitato di Manado, mentre il secondo battaglione sarebbe sceso a Kema, sul lato sud-orientale della Penisola di Minahasa, per poi avanzare sulla cittadina di Kaka e il lago Tondano lungo la strada tra Kema e Manado.
L'aeroporto di Langoan, fuori dall'abitato di Manado, era invece l'obiettivo della 1ª KTR di Yokosuka, un'unità di paracadutisti: al comando del capitano di fregata Toyoaki Horiuchi, l'unità era stata inizialmente selezionata per lanciarsi sui giacimenti petroliferi di Tarakan nel Borneo, ma l'azione fu cancellata e il reparto fu destinato all'occupazione di Manado; l'unità di Horiuchi, forte di tre compagnie di fanteria, un'unità trasmissioni e una sezione anticarro, si sarebbe lanciata in due ondate a partire da 28 aerei Yokosuka L3Y (la versione da trasporto del bombardiere Mitsubishi G3M) direttamente sul campo di aviazione.
Le difese olandesi erano deboli. L'area di Manado ricadeva sotto la responsabilità del "Troepencommando Menado", che agli ordini del maggiore B. F. A. Schilmöller annoverava circa 1 500 uomini, cinque pezzi d'artiglieria (due vecchi cannoni da campagna da 75 mm e tre ancora più obsoleti cannoni costieri da 37 mm) e tre veicoli blindati (autocarri armati di mitragliatrice e protetti da piastre corazzate applicate artigianalmente). Le uniche truppe regolari erano costituite da una compagnia del Koninklijk Nederlands Indisch Leger (KNIL), l'esercito delle Indie Olandesi formato da soldati reclutati localmente inquadrati da ufficiali europei; completavano l'organico cinque compagnie del Reserve Korps Oud Militairen (RK, l'unità di riservisti del KNIL composta da soldati congedati per limiti d'età dall'esercito regolare ma richiamati in caso di guerra) e un miscuglio di guardie locali e miliziani indigeni ed europei ammontante ad altre quattro compagnie male armate. In generale c'era poco che Schilmöller potesse fare: i reparti furono schierati per fronteggiare uno sbarco anfibio e difendere i due aeroporti di Langoan e Mapanget, ma se la pressione del nemico fosse stata eccessiva era previsto di portare le truppe nell'interno dell'isola e condurre una guerra di guerriglia contro gli occupanti.

## La battaglia

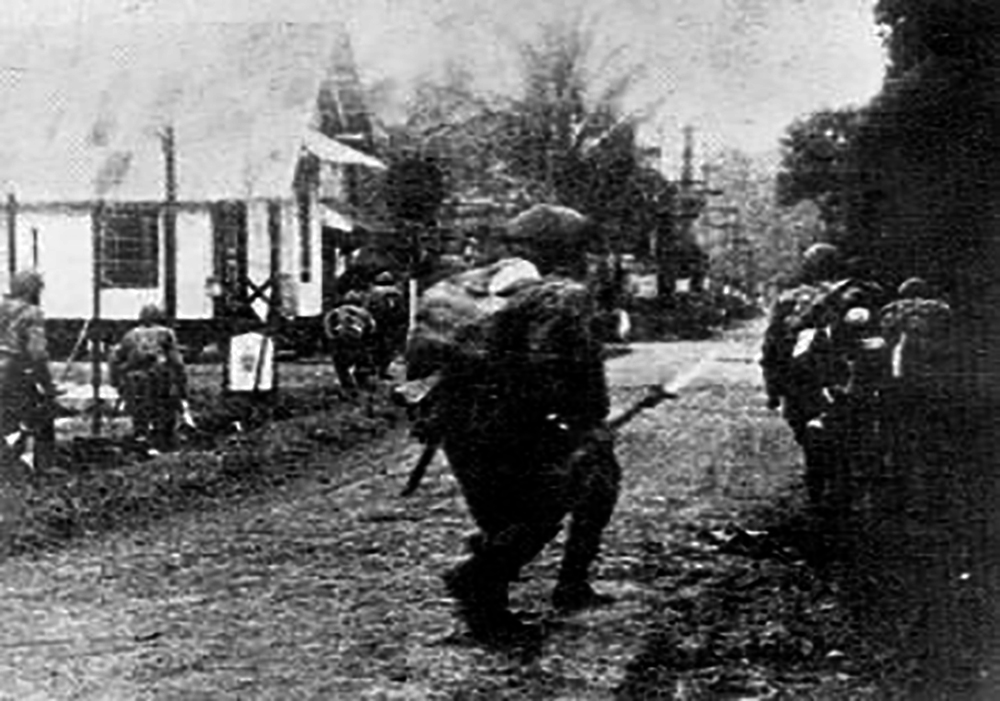
Truppe giapponesi in azione nelle strade di Manado

La flotta d'invasione con a bordo la "Forza da sbarco combinata Sasebo" prese il mare da Davao il 9 gennaio, raggiungendo le coste di Celebes nelle prime ore dell'11 gennaio seguente. Lo sbarco a Kema iniziò alle 03:00, con la 2ª KTR di Sasebo del maggiore Uroku Hashimoto che prese rapidamente terra senza incontrare grossa opposizione; la zona era difesa da una compagnia del RK al comando del tenente A. O. Radema, frazionata in vari gruppi per difendere la lunga linea costiera nonché l'aeroporto di Mapanget: Radema riuscì a radunare parte delle sue disperse forze presso il comando di compagnia nella cittadina di Ajermadidih, dove a partire dalle 09:00 si sviluppò un pesante scontro con le truppe giapponesi. Appoggiati da tre carri armati, i giapponesi ebbero ben presto ragione dei difensori olandesi: Radema cercò di ritirarsi nell'interno per attuare operazioni di guerriglia, ma gran parte dei soldati indigeni che componevano il suo distaccamento disertò in massa.
Alle 04:00 era nel frattempo iniziato lo sbarco della 1ª KTR di Sasebo del maggiore Masanari Shiga a Manado: Schilmöller aveva concentrato a difesa della città la sua unità migliore, la compagnia del KNIL con in appoggio i due pezzi da 75 mm, ma i 188 uomini del capitano W.F.J. Kroon dovevano pur sempre difendere circa 2,5 chilometri di costa e lo sbarco giapponese fu quasi incontrastato. Kroon ritirò subito le sue truppe su una posizione di resistenza allestita a Tinoör, circa 8 chilometri più nell'interno, ma l'ordine non arrivò alla sezione di artiglieria che, dopo aver sparato alcuni colpi sui giapponesi avanzanti, fu ben presto sopraffatta unitamente a una compagnia di miliziani europei che tentava di coprire la ritirata dei regolari; Tinoör, difesa dal KNIL e dalla compagnia del RK del tenente W.G. van de Laar, fu attaccata dai giapponesi intorno alle 10:30: nonostante l'appoggio di quattro carri armati, i giapponesi incontrarono una dura resistenza perdendo anche tre dei veicoli, ma verso le 15:00 gli olandesi, ormai a corto di munizioni, si ritirarono in direzione di Kakaskasen.

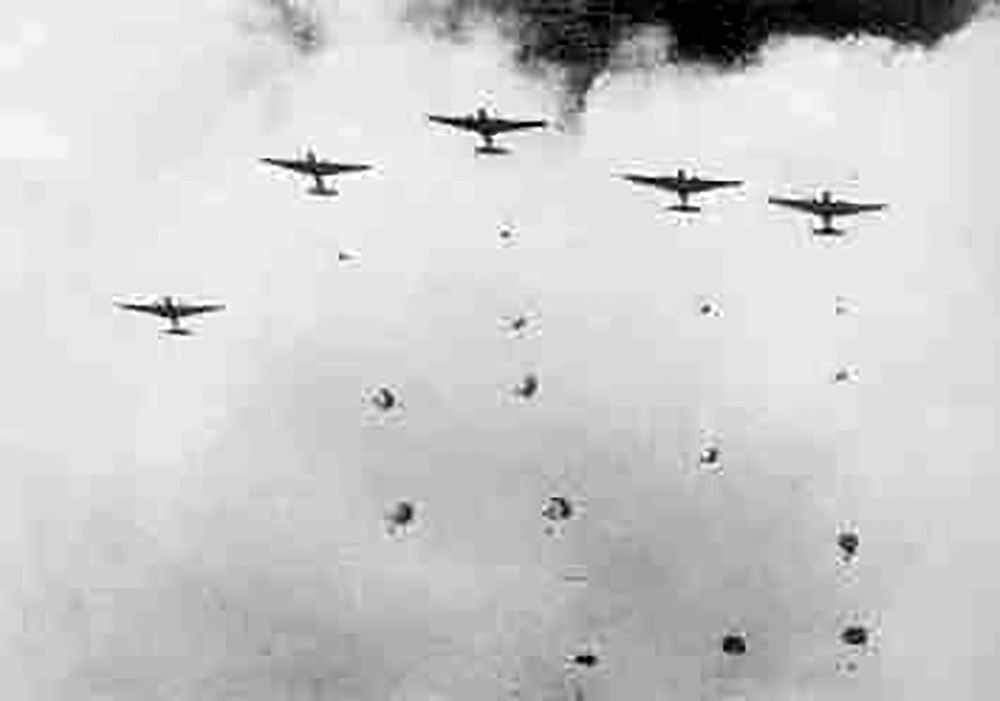
Gli aerei giapponesi lanciano i paracadutisti sull'aeroporto di Langoan

I 28 aerei da trasporto Yokosuka L3Y decollarono da Davao alle 06:30 con a bordo 334 uomini della 1ª KTR di Yokosuka (il comando di battaglione, due compagnie di fanteria e la sezione trasmissioni); ogni aereo aveva a bordo tre uomini d'equipaggio, 10 o 12 paracadutisti e sette contenitori paracadutabili per le armi dei soldati. Durante il viaggio la formazione fu attaccata per errore da un caccia giapponese che abbatté un velivolo con la perdita di tutti i suoi occupanti; alle 09:52 gli aerei arrivarono in vista dell'aeroporto di Langoan e iniziarono i lanci da un'altezza di 150 metri, completandoli per le 10:20. Le difese olandesi, agli ordini del capitano W.C. van den Berg, erano rappresentate da tre compagnie del RK con un camion blindato e impegnarono i paracadutisti giapponesi mentre scendevano: le perdite per la 1ª KTR furono pesanti, con 35 uomini rimasti uccisi e altri 90 feriti, ma alcuni paracadutisti riuscirono ad atterrare vicino alle fortificazioni nemiche e a distruggerle a suon di bombe a mano, consentendo agli altri di raggrupparsi, recuperare i contenitori con le armi e coordinare una serie di attacchi contro le posizioni olandesi. Il capitano van den Berg tentò un contrattacco con i restanti due camion blindati, ma uno dei veicoli fu bloccato da un guasto meccanico e poi distrutto mentre l'altro si ritirò.
Alle 11:25 i paracadutisti giapponesi avevano ormai preso il controllo dell'aeroporto di Langoan: infuriati per le forti perdite, i giapponesi massacrarono a colpi di baionetta vari soldati olandesi presi prigionieri. Un distaccamento nipponico si spinse fino al villaggio di Kakas dove si scontrò con una piccola forza olandese appoggiata da un camion blindato: ne seguì un duro scontro che terminò alle 14:50 con la conquista della cittadina da parte dei giapponesi; la sezione anticarro (10 uomini con un cannone da 37 mm) e la sezione medica arrivarono quindi alle 14:57 a bordo di due idrovolanti Kawanishi H6K che ammararono sul lago di Tondano, e poco dopo i paracadutisti stabilirono il contatto con la forza anfibia. La terza compagnia della 1ª KTR arrivò in rinforzo da Davao la mattina del 12 gennaio e si paracadutò senza problemi sull'aeroporto di Langoan.

## Conseguenze
Per il 13 gennaio la resistenza organizzata degli olandesi aveva ormai avuto termine e il maggiore Schilmöller fu preso prigioniero dai giapponesi. Piccoli gruppi tentarono di portare avanti una guerriglia contro gli occupanti, ma invano: il capitano Kroon aveva radunato una cinquantina di soldati del KNIL, ma il gruppo fu afflitto da continue diserzione dei soldati reclutati tra i locali e gli ultimi nove membri furono catturati dai giapponesi; ad eccezione dello stesso Kroon, tutti i componenti del gruppo furono giustiziati dai giapponesi il 26 gennaio a Langoan. Il sergente Maliëzer del RK radunò quindici uomini e l'8 febbraio attaccò il presidio giapponese di Kanejan causando varie perdite; come rappresaglia, i giapponesi rastrellarono e fucilarono cinque civili locali. Il gruppo di Maliëzer fu braccato da una grossa forza e infine catturato il 12 febbraio: il sergente e dodici dei suoi uomini furono fucilati dai giapponesi. L'ultimo gruppo a capitolare fu quello del capitano van den Berg, preso prigioniero il 20 febbraio dopo aver inflitto varie perdite ai giapponesi: forse per rispetto all'età molto avanzata dei suoi componenti, tutti in pratica dei pensionati, i giapponesi non giustiziarono alcuno di essi.
Con Manado ormai sicura, i giapponesi si spinsero più a sud per catturare altre basi d'appoggio lungo la costa di Celebes: il 24 gennaio i reparti giapponesi sbarcarono quasi senza opposizione a Kendari, dalla cui base aerea iniziarono qualche giorno più tardi le prime incursioni su Giava; il centro più importante di Celebes, Makassar, fu invece occupato il 6 febbraio.